# Crisi del telegramma

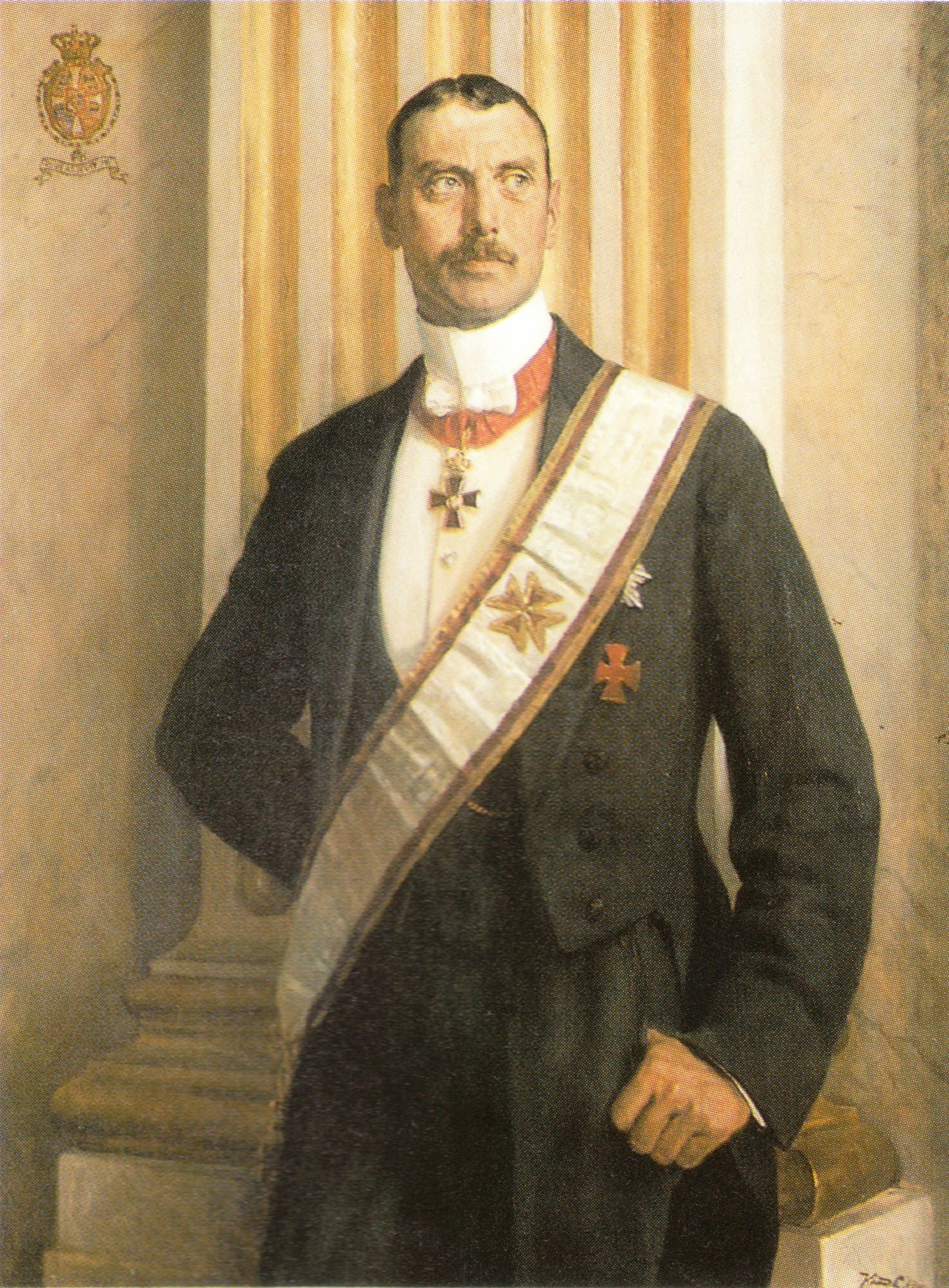
Cristiano X di Danimarca, protagonista della crisi del telegramma

Per crisi del telegramma si intende un incidente diplomatico tra Danimarca e Germania nazista accaduto nell'ottobre 1942 durante l'occupazione nazista della Danimarca.
La crisi nasce dal fatto che il 26 settembre 1942, in occasione del compleanno di Cristiano X di Danimarca, Hitler aveva inviato una lunga lettera di auguri al re il quale rispose con un breve telegramma di ringraziamento il cui testo recitava: Spreche Meinen besten Dank aus. Chr. Rex (in italiano: Con i miei più sentiti ringraziamenti. Re Chr.).
Il messaggio molto succinto del re fece infuriare Hitler che immediatamente richiamò l'ambasciatore tedesco a Copenaghen ed espulse l'ambasciatore danese a Berlino. 
Cristiano X tentò di evitare conseguenze peggiori inviando il principe Federico in Germania ma Hitler non volle accettare le scuse e come ulteriore ritorsione sostituì il plenipotenziario nazista in Danimarca Cecil von Renthe-Fink con il più rigido Werner Best. Anche il comandante della Wehrmacht in Danimarca, Erich Lüdke, venne rimpiazzato con il generale Hermann von Hanneken.
A seguito delle pressioni naziste il governo danese guidato da Vilhelm Buhl venne costretto alle dimissioni e venne formato un governo filo-tedesco guidato dall'ex diplomatico Erik Scavenius.